# Albert Maucher-Preis
Der Albert Maucher-Preis für Geowissenschaften ist benannt nach seinem Stifter und Geologen Albert Maucher (1907–1981). Er wurde ab 1981 alle zwei Jahre, ab 2001 unregelmäßig, von der Deutschen Forschungsgemeinschaft (DFG) an junge Wissenschaftler vergeben, die hervorragende Forschungsergebnisse mit Mitteln der Deutschen Forschungsgemeinschaft erzielen konnten. Dabei sollen nach dem Willen des Stifters ausdrücklich auch unkonventionelle Forschungsansätze und -methoden ausgezeichnet werden. Albert Maucher wurde zu Beginn seiner wissenschaftlichen Karriere ebenfalls von der Deutschen Forschungsgemeinschaft gefördert.
Der Preis ist in etwa mit 10.000 Euro (bis 2002: 20.000 Mark) dotiert. In den Geowissenschaften stellt der Albert Maucher-Preis die angesehenste Auszeichnung dar.

## Preisträger
- 1981: Rainer Altherr – Geochemie, Braunschweig
- 1983: Tilman Spohn – Geophysik, Frankfurt
0000: Gerold Wefer – Meeresgeologie, Kiel
- 1985: Helmut Keupp – Paläontologie, Bochum
0000: Torsten Steiger – Paläontologie / Geologie, München
- 1987: Jan Behrmann – Geologie, Gießen
0000: Heinz-Günther Stosch – Geochemie, Köln
- 1989: Gerhard Wörner – Vulkanologie, Mainz
- 1991: Rüdiger Henrich – Marine Geowissenschaften, Kiel
0000: Manfred Strecker – Geologie, Karlsruhe
- 1993: Addi Bischoff – Planetologie, Münster
0000: Jörg Trappe – Geologie / Lagerstättenkunde, Bonn
- 1995: Franz Heider – Geophysik, München
- 1997: Andreas Henk – Geologie, Würzburg
0000: Björn Winkler – Mineralogie / Kristallographie, Kiel
- 1999: Oliver Lehnert – Paläontologie, Erlangen
- 2001: Gerald Haug – Paläozeanographie, Zürich
- 2004: Oliver Rauhut – Paläontologie, Berlin
0000: Hildegard Westphal – Geologie, Erlangen-Nürnberg
- 2007: Martin Blumenberg – Geochemie/Isotopengeochemie, Hamburg
0000: David Dolejs – Hochdruckmineralogie, Bayreuth
- 2010: Ulrike Herzschuh – Paläoökologie/Paläoklimatologie, Potsdam
- 2014: Kathryn E. Fitzsimmons – Lumineszenzdatierung, Leipzig